# اولدزموبیل کاتلس سیرا

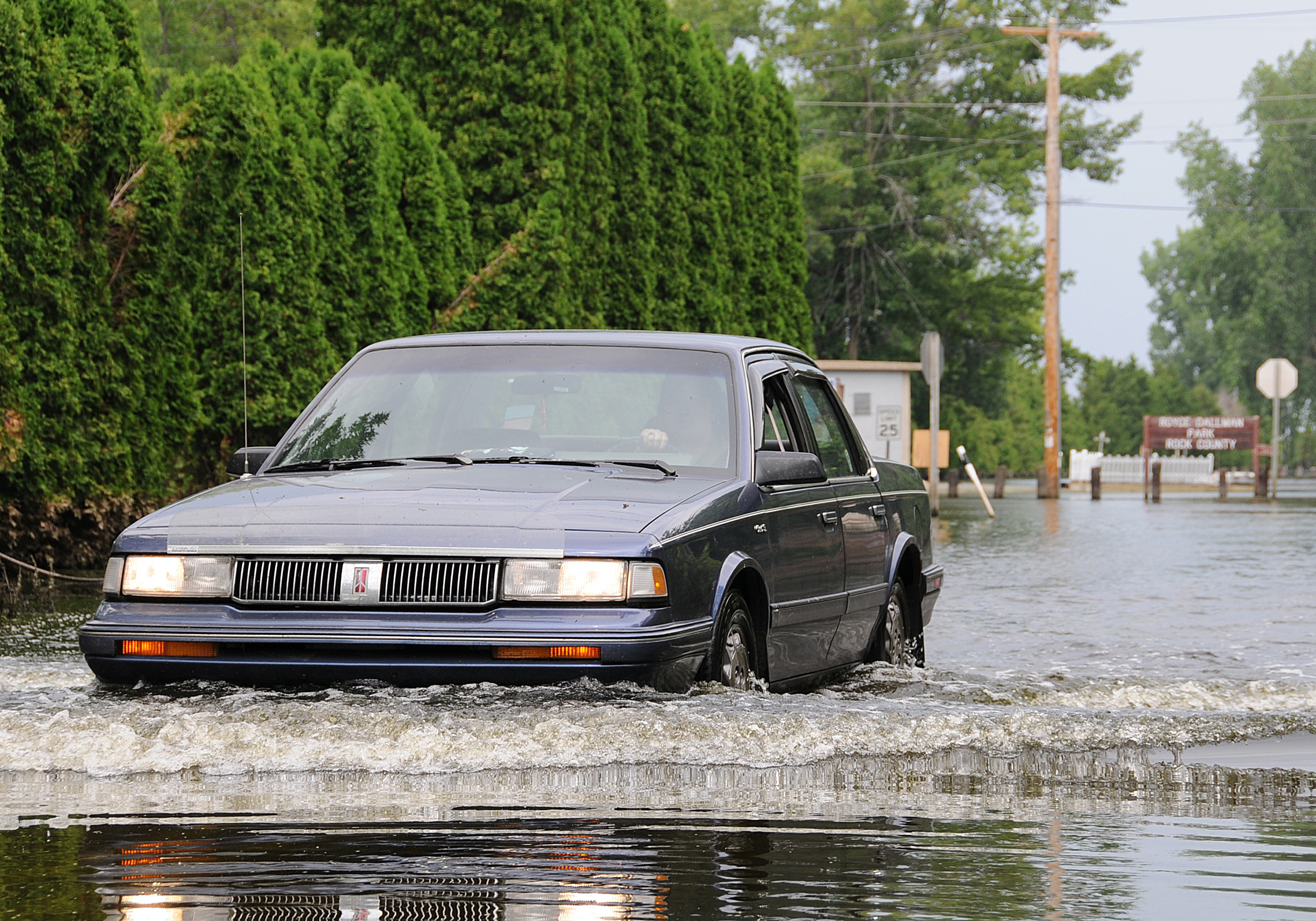

اولدزمبیل کاتلاس سیرا (Oldsmobile Cutlass Ciera) خودرویی است که در اکلاهوما سیتی، ایالات متحده آمریکا، ایالات متحده آمریکا، ایالات متحده آمریکا، کانادا، ایالات متحده آمریکا و مکزیک تولید شده‌است
اینخودرو سایز متوسط قرار گرفته، طراحی آن خودروهای موتور جلو-محور جلو بوده‌است. خودروهای موجود در خاورمیانه مدل اینترنشنال با موتور ۳٫۱ لیتری می‌باشد. به دلیل وجود سرب در بنزین مصرفی این منطقه جغرافیایی در دهه ۹۰ میلادی این مدل‌ها فاقد سنسور اکسیژن بوده و به صورت اپن لوپ عمل می‌کنند؛ لذا میزان آلایندگی در آن‌ها بالا می‌باشد و میزان گاز co در خروجی آن‌ها بسیار بالاست و با توجه به عرضه بنزین بدون سرب و اجباری شدن عرضه بنزین بدون سرب در سراسر جهان و همچنین خاورمیانه از سال‌ها پیش نیاز به ارتقا و نصب سنسور اکسیژن دارند تا به صورت کلوز لوپ عمل کنند و میزان آلایندگی آن‌ها کاهش یابد و مصرف بنزین خودرو متعادل و بهینه شود و بازدهی موتور افزایش یافته و همچنین از انباشت دوده در اگزوز و گرفتگی آن و خرابی موتور جلوگیری شود.

## نگارخانه

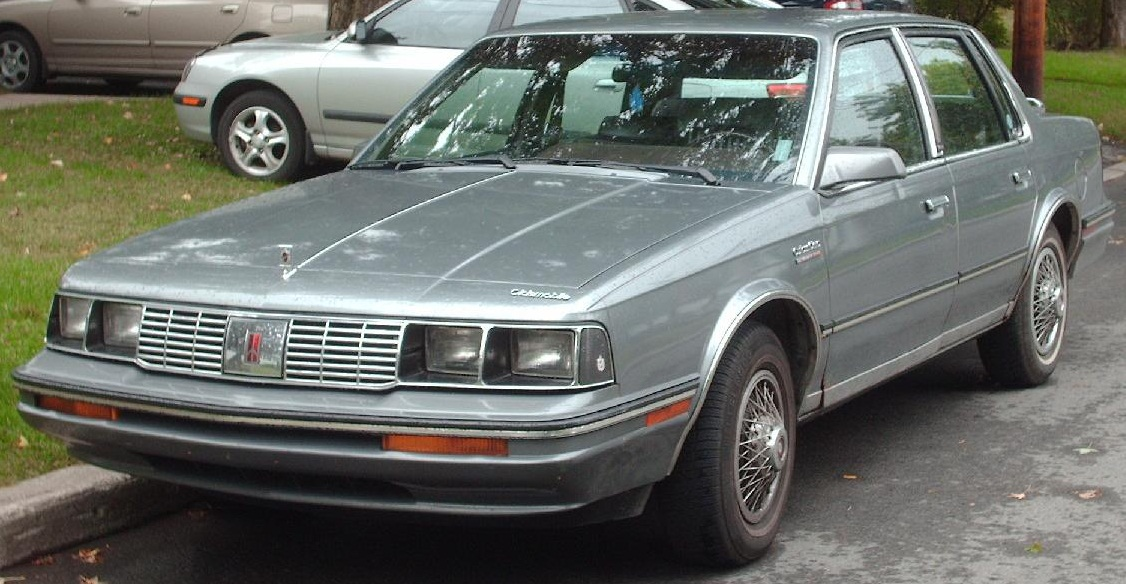
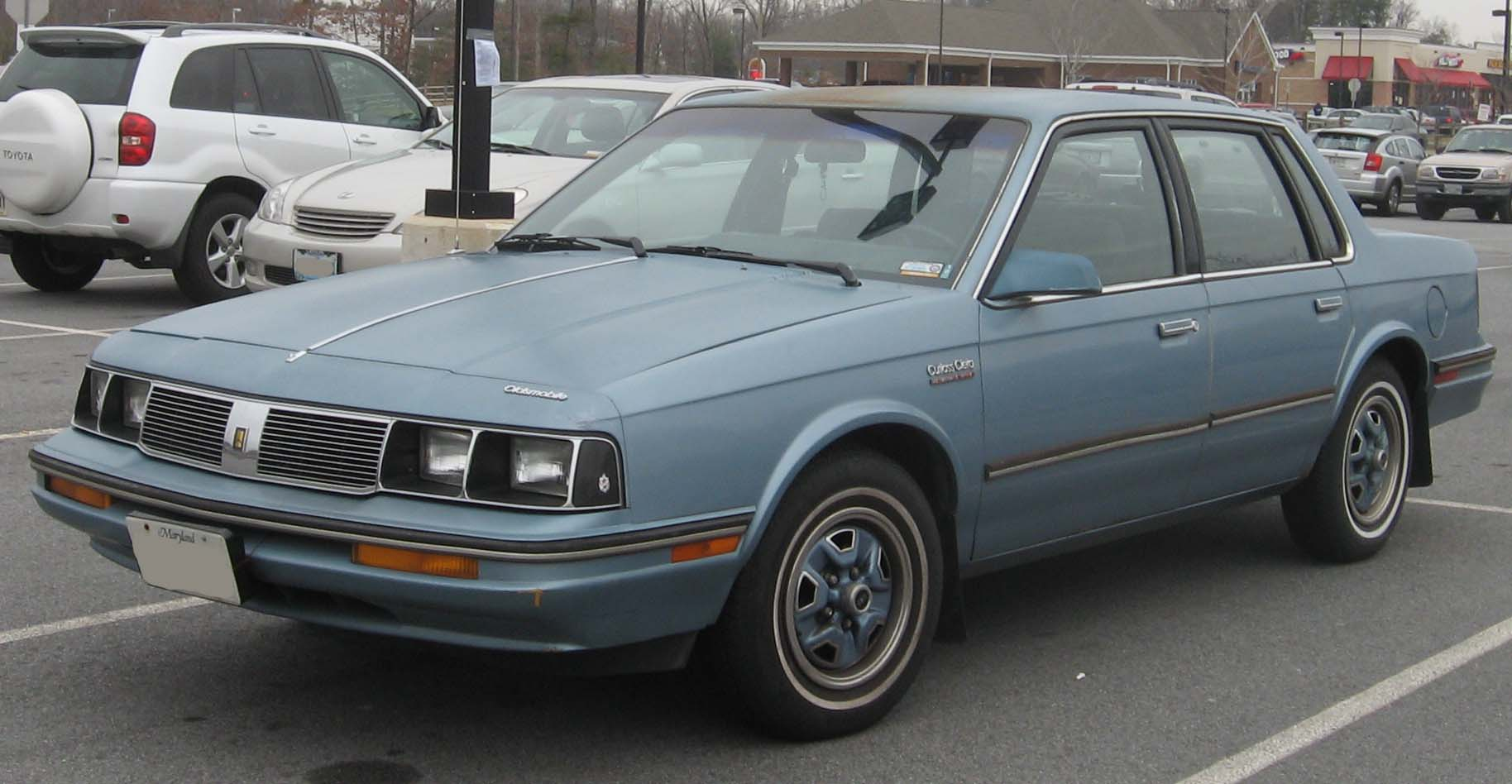
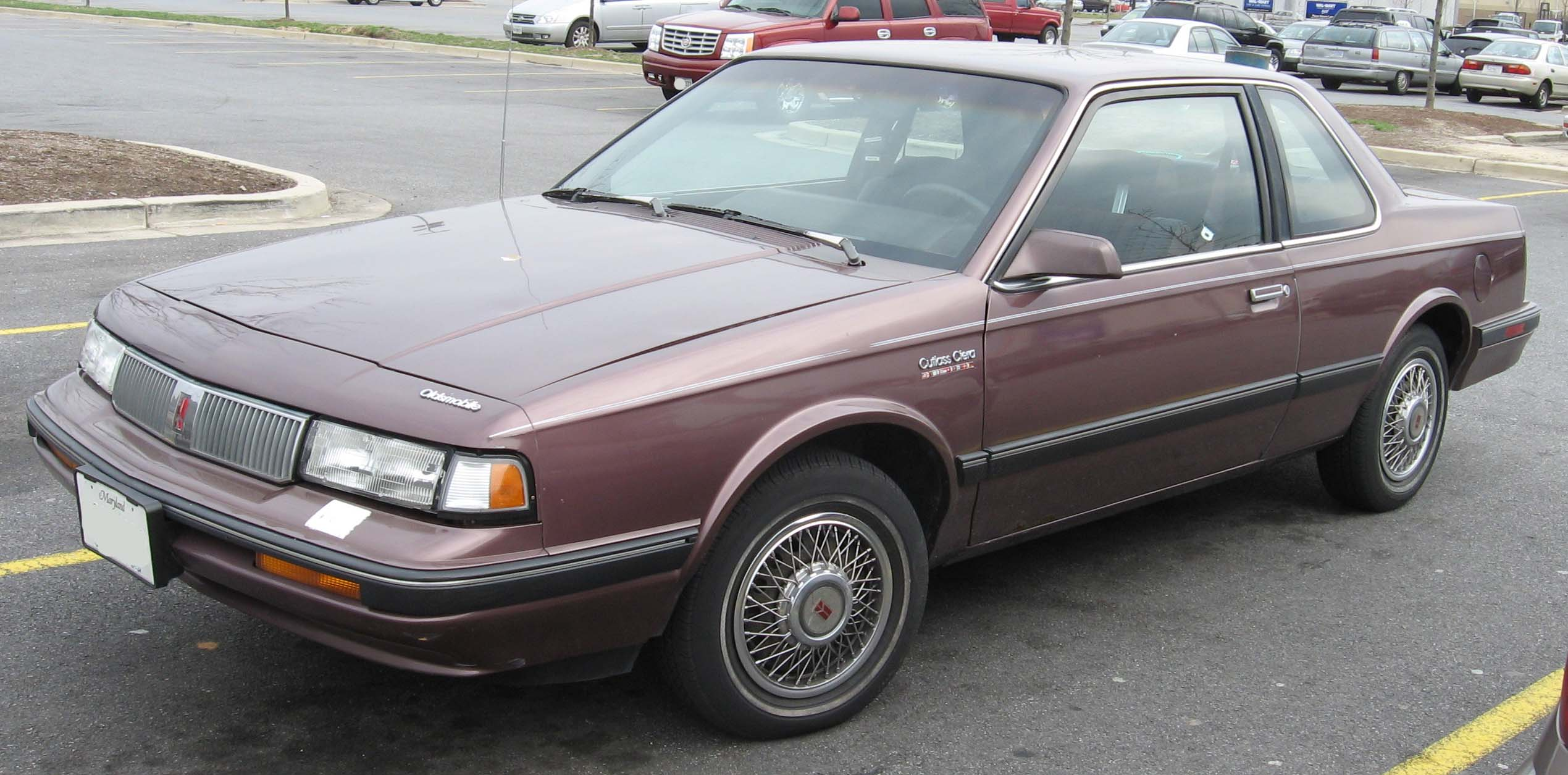
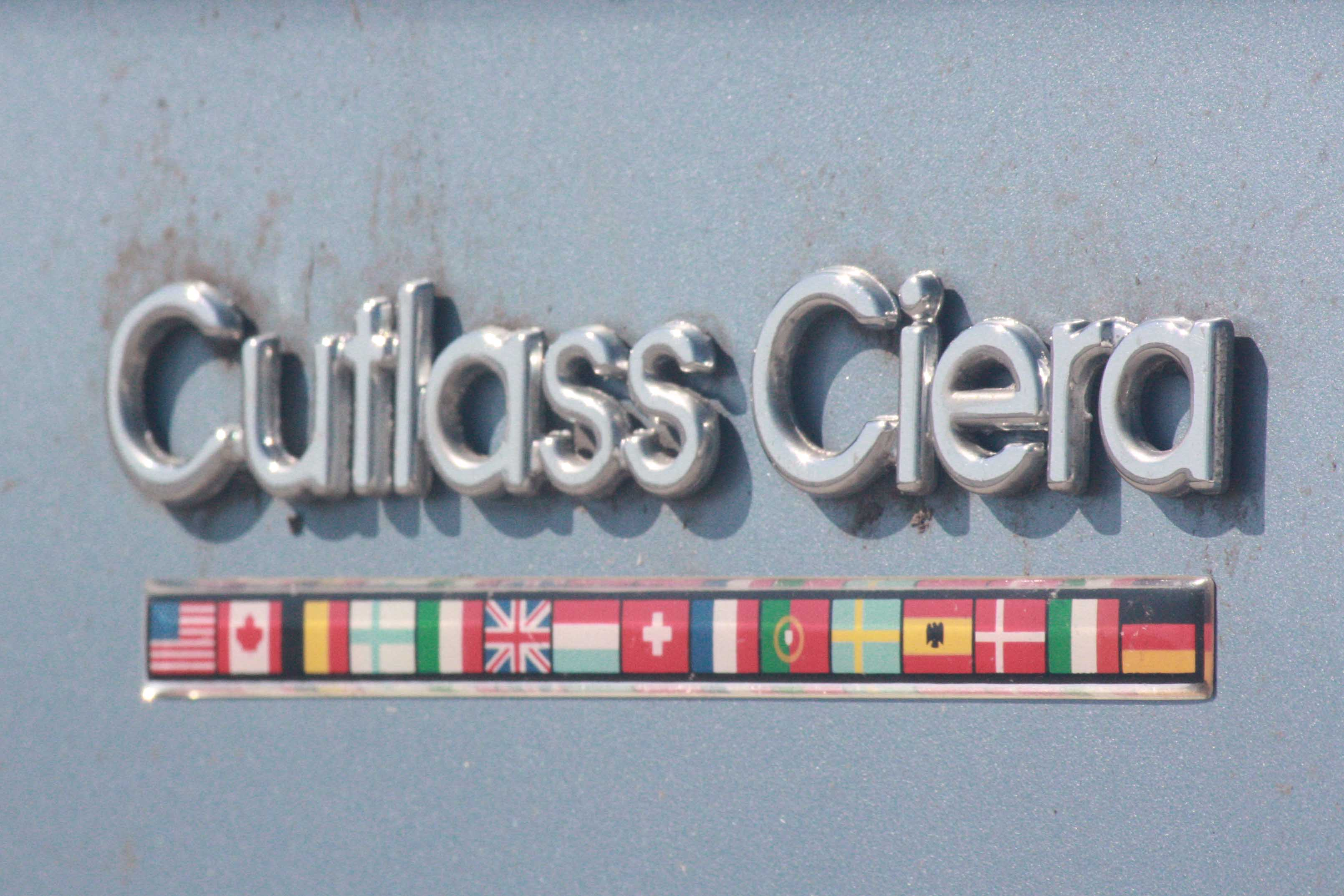
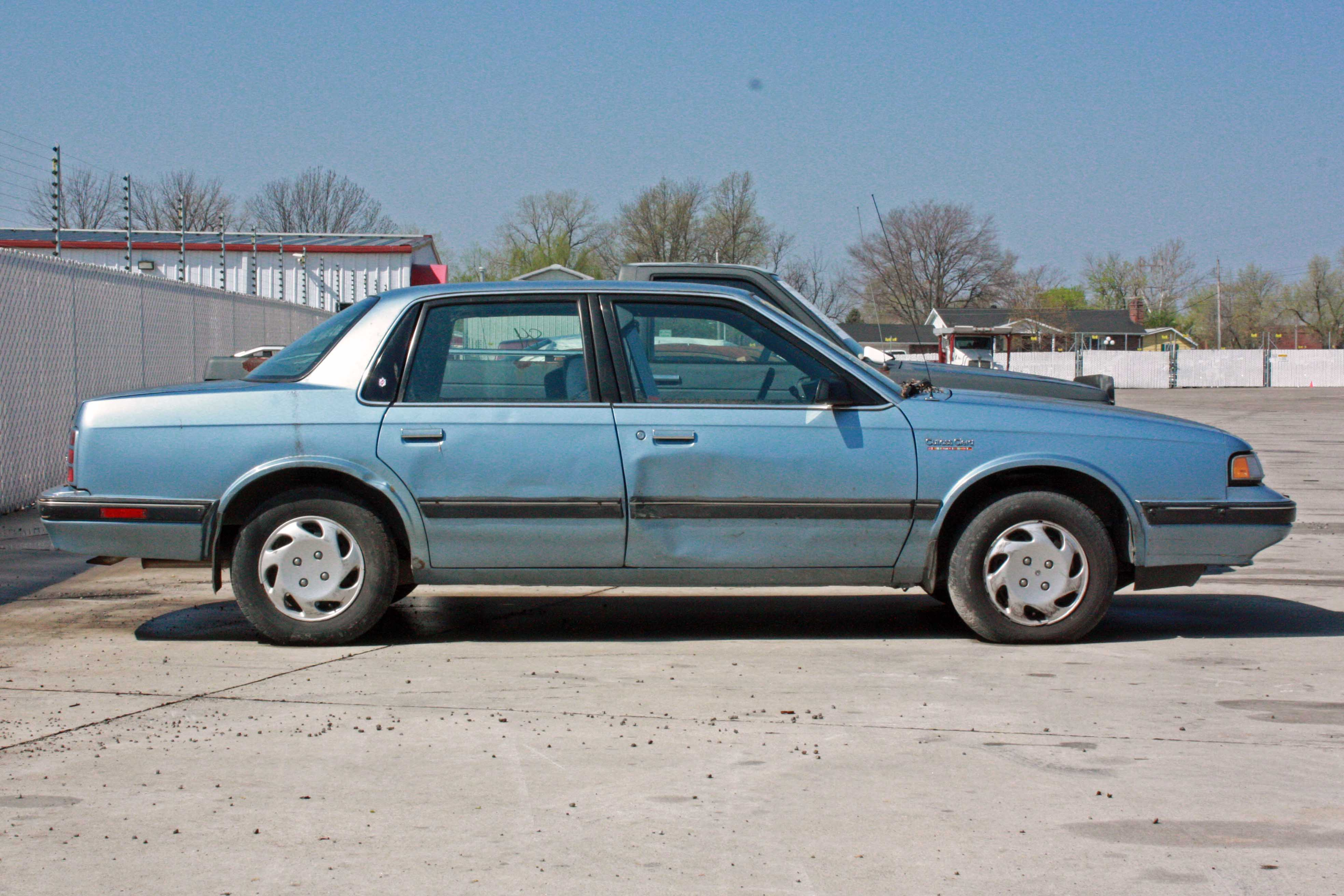